# Сен-Виктор (Канталь)
Сен-Викто́р (фр. Saint-Victor, окс. Sant Victor) — коммуна во Франции, находится в регионе Овернь. Департамент — Канталь. Входит в состав кантона Ларокбру. Округ коммуны — Орийак.
Код INSEE коммуны — 15217.
Коммуна расположена приблизительно в 430 км к югу от Парижа, в 110 км юго-западнее Клермон-Феррана, в 16 км к северо-западу от Орийака.

## Население
Население коммуны на 2008 год составляло 108 человек.
| 1962 | 1968 | 1975 | 1982 | 1990 | 1999 | 2008 |
| ---- | ---- | ---- | ---- | ---- | ---- | ---- |
| 125  | 152  | 120  | 141  | 135  | 127  | 108  |

## Экономика
В 2007 году среди 63 человек в трудоспособном возрасте (15—64 лет) 38 были экономически активными, 25 — неактивными (показатель активности — 60,3 %, в 1999 году было 68,7 %). Из 38 активных работали 38 человек (25 мужчин и 13 женщин), безработных не было. Среди 25 неактивных 4 человека были учениками или студентами, 10 — пенсионерами, 11 были неактивными по другим причинам.

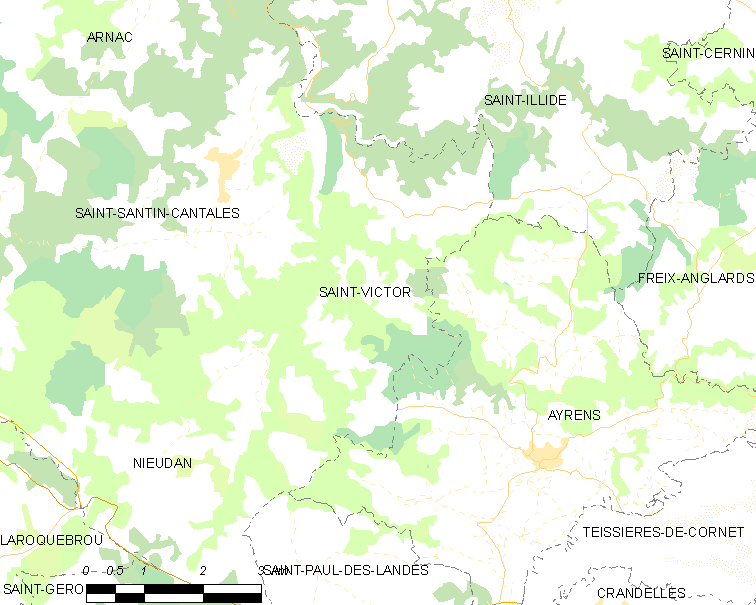
Карта коммуны